# Secundus Salutius
Ne doit pas être confondu avec Flavius Sallustius, autre préfet de Julien au nom presque semblable.
Saturninius Secundus Salutius (ou Salustius) est un préfet du prétoire d'Orient du IVe siècle, qui refusa deux fois le titre impérial que l'armée lui proposait.

## Biographie
Secundus Salutius est natif des Gaules, probablement né au début du IVe siècle Une inscription honorant Saturninius Secundus trouvée à Rome dans les ruines du forum de Trajan renseigne sur sa carrière : il fut praeses (gouverneur romain) de la province d'Aquitaine, maître du bureau de la mémoire, proconsul d'Afrique. En 355, Secundus Salutius est nommé questeur du palais alors que Julien est César, et gagne son respect par sa connaissance de la philosophie et de la rhétorique grecque.
En 361, Julien devenu seul empereur le nomme préfet du prétoire d'Orient avec la mission de superviser le tribunal de Chalcédoine, créé pour juger les conseillers de Constance II.
Salutius accompagne l'empereur lors de la campagne de Perse, au cours de laquelle Julien est tué en juin 363. L'armée lui propose la pourpre impériale, qu'il décline, arguant de son grand âge et de ses infirmités, si bien que le titre échoit à Jovien. Un an plus tard en février 364, Jovien étant mort, les soldats proposent de nouveau le pouvoir à Salutius, qui refuse à nouveau.
Il continue sa charge de préfet du prétoire d'Orient sous Valens jusqu'en 365, puis après une interruption, de nouveau jusqu'en 367,. Les empereurs Valentinien Ier et Valens le récompensent pour ses services par l'honneur d'une statue à son effigie, placée à Rome, dont on a retrouvé l'inscription.
On n'a plus de traces de lui après 367 : il est sans doute mort peu après cette date, d'autant plus que déjà en 363 il disait être d'un grand âge et souffrir d'infirmités.

## Œuvres
C’est à lui qu’on attribue assez généralement l’opuscule grec intitulé Tractatus de diis et mundo ; cet opuscule, que le P. Kircher nomme un livre d’or (libellus aureus), et dont les critiques s’accordent à louer le style et les pensées, fut publié pour la première fois, avec la version latine d’Allacci et les notes de Holstenius, par Gabriel Naudé, Rome, 1638, in-12. Il a été réimprimé, Leyde, 1639, même format ; et Thomas Gale l’a recueilli dans les Opuscula mythologica, Cambridge, 1671, et Amsterdam, 1688, in- 8°. Le savant philologue Orelli en a donné à Zurich, en 1821, une édition nouvelle où le texte, revu avec soin, est accompagné de notes savantes. Formey l’a traduit en français, Berlin, 1748, in-8°, et dans le Philosophe payen, 1759, 2 vol. in-12. Un Anglais qui s’est livré à des travaux approfondis sur la philosophie ancienne, Thomas Taylor, a donné à Londres, en 1793, une traduction du Traité des dieux et du monde.

#### Sources antiques
- (grc)+(fr), L'Empereur Julien, texte et traduction Joseph Bidez, « Sur le départ de Salluste », in Œuvres complètes, T. I, 1re partie, Paris, Les Belles Lettres, 2003 [1932], xxx + 235 p.  (ISBN 978-2-251-00183-8) p. 182-206

#### Études
- J.-L. Desnier, « Salutius - Salustius », Revue des Études Anciennes, t. 85, nos 1-2,‎ 1983, p. 53-65 (lire en ligne).
- Robert Étienne, « Flavius Sallustius et Secundus Salutius », Revue des Études Anciennes, t. 65, nos 1-2,‎ 1963, p. 104-113 (lire en ligne)
- André Chastagnol, L'évolution politique, sociale et économique du monde romain de Dioclétien à Julien. La mise en place du régime du Bas-Empire, 284-363, Paris, Sedes, coll. « Regards sur l'histoire », 1994, 3e éd., 394 p.  (ISBN 2-718-13552-2) p.272